# Ines Brodmann
Ines Brodmann, née le 1er avril 1985 à Bâle, est une orienteuse suisse.

## Carrière
Elle remporte la médaille d'or en relais aux Championnats du monde de course d'orientation 2012 à Lausanne.